# Archibasis mimetes
Archibasis mimetes är en trollsländeart som först beskrevs av Tillyard 1913.  Archibasis mimetes ingår i släktet Archibasis och familjen dammflicksländor. Inga underarter finns listade i Catalogue of Life.